# El Tambo (kommun i Colombia, Nariño, lat 1,48, long -77,44)
El Tambo är en kommun i Colombia.   Den ligger i departementet Nariño, i den sydvästra delen av landet, 500 km sydväst om huvudstaden Bogotá. Antalet invånare är 14 146. Arean är 344 kvadratkilometer.
Terrängen i El Tambo är huvudsakligen bergig, men åt sydost är den kuperad.